# Jardim Belval
Jardim Belval é um distrito do município brasileiro de Barueri, que integra a Região Metropolitana de São Paulo.

## História

### Formação administrativa
- Distrito criado pela Lei n° 8.092 de 28/02/1964, com sede no bairro de igual nome e com território desmembrado do distrito da sede do município de Barueri[3][4].

## Geografia

### Demografia

#### População urbana
| Crescimento população urbana | Crescimento população urbana | Crescimento população urbana | Crescimento população urbana |
| Censo                        | Pop.                         |                              | %±                           |
| ---------------------------- | ---------------------------- | ---------------------------- | ---------------------------- |
| 1970                         | 6 480                        |                              | —                            |
| 1980                         | 11 915                       |                              | 83,9%                        |
| 1991                         | 15 524                       |                              | 30,3%                        |
| 2000                         | 21 792                       |                              | 40,4%                        |
| 2010                         | 24 231                       |                              | 11,2%                        |
| Fonte: IBGE e Fundação SEADE |                              |                              |                              |

#### População total
Pelo Censo 2010 (IBGE) a população total do distrito era de 24 231 habitantes.

### Área territorial
A área territorial do distrito é de 16,850 km².

### Rodovias
O principal acesso ao distrito é a Rodovia Castelo Branco (SP-280).

## Serviços públicos

### Registro civil
Atualmente é feito no próprio distrito, pois o Cartório de Registro Civil das Pessoas Naturais ainda continua ativo.

### Transportes

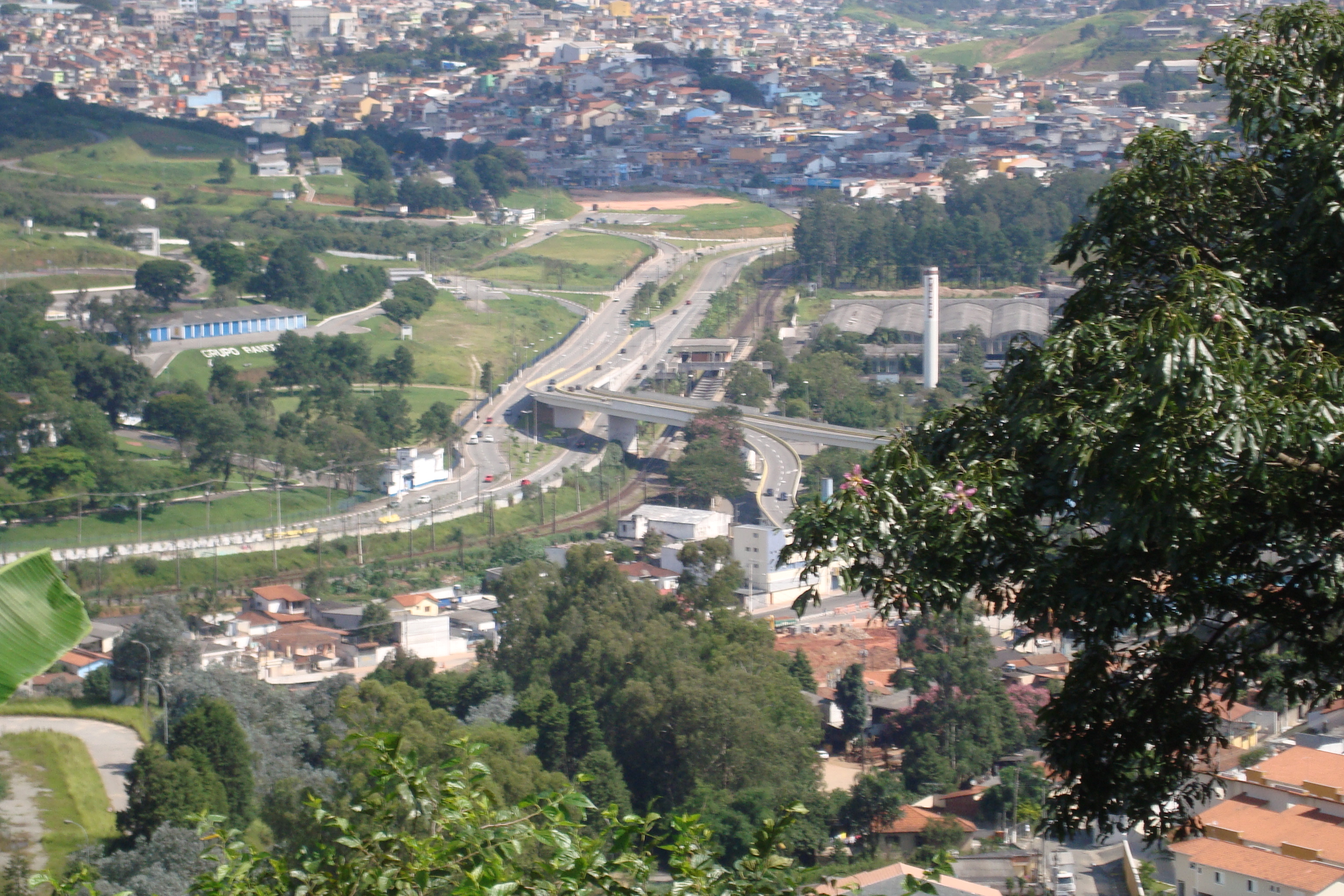
Estação Jardim Belval.

#### Trem metropolitano
O distrito é atendido pela Estação Jardim Belval da Linha 8 do Trem Metropolitano de São Paulo.

### Saneamento
O serviço de abastecimento de água é feito pela Companhia de Saneamento Básico do Estado de São Paulo (SABESP).

### Energia
A responsável pelo abastecimento de energia elétrica é a Enel Distribuição São Paulo, antiga Eletropaulo.

## Esportes

### Arena Barueri
É no Jardim Belval que foi construída a Arena Barueri, uma arena multiuso que pertence à Prefeitura Municipal de Barueri e tem como equipe mandante o Oeste, sendo que até 2017 foi a casa do Grêmio Barueri. A arena serve também como alternativa para os grandes clubes da capital, devido ao baixo custo do aluguel cobrado pela prefeitura, pelo excelente estado do gramado e pelo fácil acesso.

## Religião
O Cristianismo se faz presente no distrito da seguinte forma:

### Igreja Católica
- A igreja faz parte da Diocese de Osasco[18].

### Igrejas Evangélicas
- Assembleia de Deus - O distrito possui congregação da Assembleia de Deus Ministério do Belém, Setor 10 - Barueri[19][20].
- Congregação Cristã no Brasil[21].